# Římskokatolická farnost – děkanství Duchcov
Římskokatolická farnost – děkanství Duchcov je církevní správní jednotka sdružující římské katolíky na území města Duchcov a v jeho okolí. Organizačně spadá do teplického vikariátu, který je jedním z 10 vikariátů litoměřické diecéze.

## Historie farnosti

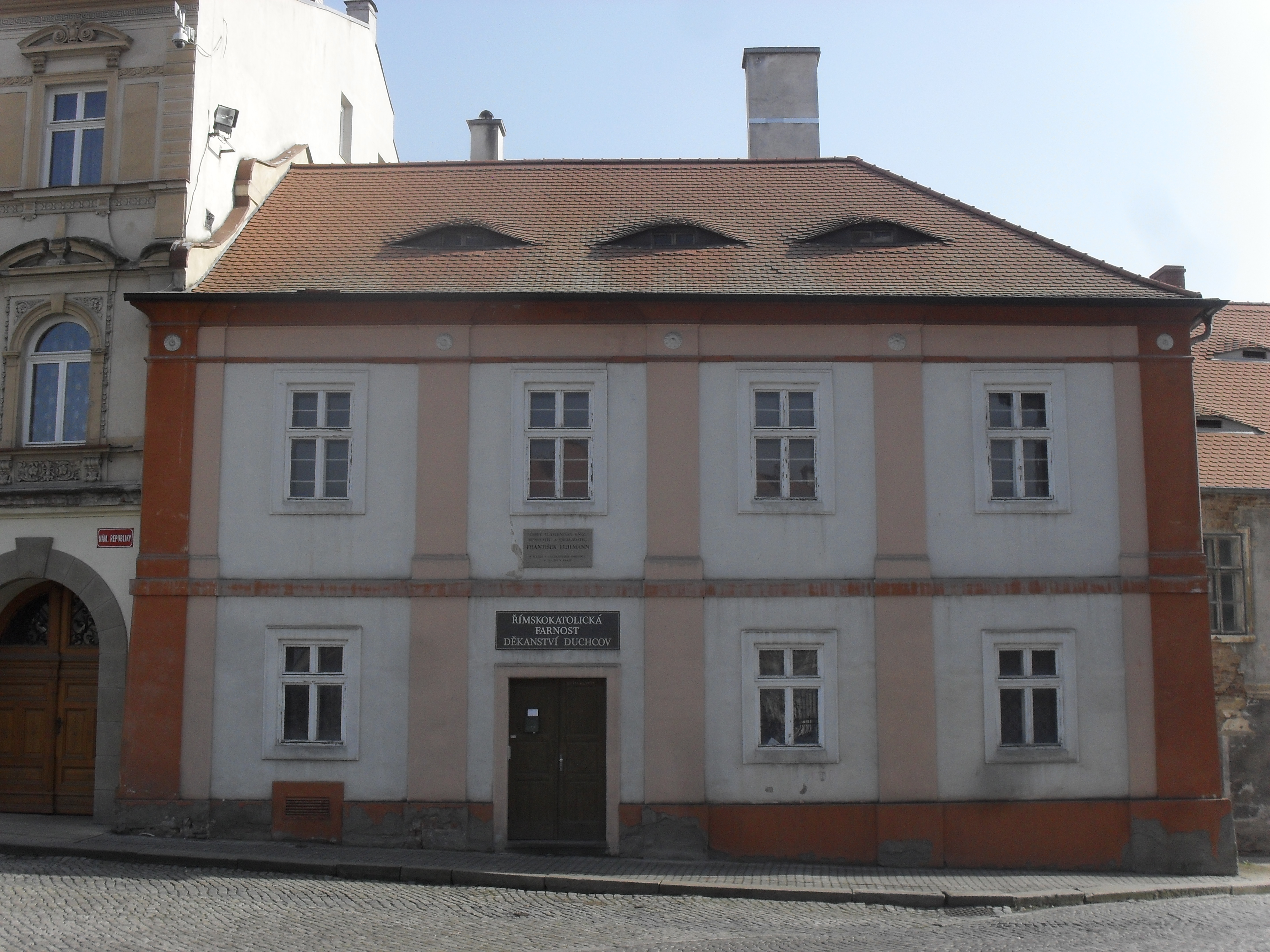
Budova duchcovského děkanství
(náměstí Republiky 8, Duchcov)

Plebánie byla v Duchcově zřízena v roce 1369. V roce 1605 byla místní farnost povýšena na děkanství. Ve 2. polovině 20. století většina církevních staveb ve farnosti (špitální kostel a kaple v Duchcově, filiální kostel v Lipticích) zbořena kvůli těžbě uhlí.

### Duchovní správcové vedoucí farnost
Začátek působnosti jmenovaného v duchovní správě farnosti od:
- 1355   Vitus
- 1356   Fridericus
- Vitus, † 1359
- 1359   Udalricus z Vědlic
- 1363   Nicolaus, † 1400
- 1399   Martinus
- 1402   Theodorich
- 1412   Nicolaus ze Slavkov
- 1426   Nicolaus Vater
- 1434   Martinus z Litoměřic
- 1452   Joannes Steinbrecher
- 1469   Mathias
- 1574   Urbanus Störmer
- 1579   Valentinus Ckan
- 1595   Georgius Steinbenweg
- 1618   Simon de Roenfels
- 1635   Joannes Winkler
- Joannes Lorsette
- 1668   Guilelmus Etzweiler
- 1679   Christophorus Graupner
- 1717   Joannes Jos. Wagner
- 1765   Joannes Petr. Walter
- 1768   Ignat. Thomas Trechsler
- 1798   Jos. Edrmann
- 1811   Jos. Stohwasser, n. 3. 2. 1751 e therm. Carolin., o. 1. 4. 1775, † 11. 6. 1829
- 1829   Anton. Grus, n. 13. 4. 1786 Mrzlice, o. 30. 8. 1810
- 1853   Ferd. Schindler, n. 14. 8. 1804 Motzdorfens., o. 3. 9. 1828, † 7. 11. 1871
- 1871   dec. vacat, admin. int. Jos. Friedland
- 1872   Anton. Pichler, n. 22. 5. 1812 Gewitschens (Mor.), o. 5. 8. 1838, † 25. 5. 1895
- 1896  Jos. Friedland, n. 16. 6. 1835 Leipa, o. 28. 10. 1859, † 5. 2. 1910
- 1. 6. 1910   Vendel. Krisa, n. 3. 3. 1871 Manetín, o. 17. 6. 1894, † 27. 7. 1950
- 1. 2. 1951  Vladiboj Neumann
- 1. 8. 1965  Jan Bečvář
  - 1989 – 1993? Augustin Holík SDB, v. duch., n. 25. 4. 1919 Velíková, o. 6. 7. 1947 Osek u Duchova, † 18. 9. 1996 Zlín
- 1. 8. 1991 Milan Matfiak
- 1. 6.  1999    Josef Hurt
- 1. 7.  2001  Štefan Pilarčík, admin., sídlící na faře v blízkém Hrobu
- 1. 10. 2008  Michael-Philipp Irmer, admin. exc. z Bohosudova
  - 21. 5. 2018 Christopher Cantzen, jáhen, od 4. 7. 2021 farní vikář[1]

Kromě kněží stojících v čele farnosti, působili ve farnosti v průběhu její historie i jiní kněží. Většinou pracovali jako farní vikáři, kaplani, katecheté, výpomocní duchovní aj.

## Římskokatolické sakrální stavby a místa kultu na území farnosti
| | Fotografie | Stavba                        | Místo   | Bohoslužby                      | Zeměpisné souřadnice            | Status                  | Číslo kulturní památky                       |
| Kostel | Kostel     | Kostel                        | Kostel  | Kostel                          | Kostel                          | Kostel                  | Kostel                                       |
| --- | ---------- | ----------------------------- | ------- | ------------------------------- | ------------------------------- | ----------------------- | -------------------------------------------- |
| 1. |            | Kostel Zvěstování Panny Marie | Duchcov | bližší informace o bohoslužbách | 50°36′7″ s. š., 13°44′45″ v. d. | farní kostel            | 42647/5-2582 (Pk•MIS•Sez•Obr•WD) (Q12030569) |
| Kaple |            |                               |         |                                 |                                 |                         |                                              |
| 2. |            | Kaple sv. Barbory             | Duchcov | bližší informace o bohoslužbách | 50°36′9″ s. š., 13°45′11″ v. d. | kaple                   | 43220/5-2590 (Pk•MIS•Sez•Obr•WD) (Q21490655) |
| 3. |            | Kaple Panny Marie Pomocné     | Duchcov | neslouží se pravidelně          | 50°36′9″ s. š., 13°45′37″ v. d. | hřbitovní kaple         | 43990/5-5274 (Pk•MIS•Sez•Obr•WD) (Q20057609) |
| Zaniklé kostely a kaple |            |                               |         |                                 |                                 |                         |                                              |
| 4. |            | Kostel Navštívení Panny Marie | Duchcov | nelze sloužit                   |                                 | zbořený špitální kostel | —                                            |
| 5. |            | Kostel sv. Petra a Pavla      | Liptice | nelze sloužit                   |                                 | zbořený filiální kostel | —                                            |
| 6. |            | Kaple Panny Marie Růžencové   | Duchcov | nelze sloužit                   |                                 | zbořená špitální kaple  | —                                            |
| Některé drobné sakrální stavby a pamětihodnosti lze dohledat zde v databázi Drobné sakrální památky Zaniklé sakrální stavby lze dohledat zde v databázi Poškozené a zničené kostely, kaple a synagogy v České republice |            |                               |         |                                 |                                 |                         |                                              |

Ve farnosti se mohou nacházet i další drobné sakrální stavby, místa římskokatolického kultu a pamětihodnosti, které neobsahuje tato tabulka.

## Příslušnost k farnímu obvodu
Z důvodu efektivity duchovní správy byl vytvořen farní obvod (kolatura) farnosti Bohosudov, jehož součástí je i farnost Duchcov, která je tak spravována excurrendo.